# Pacific Tsunami Warning Center

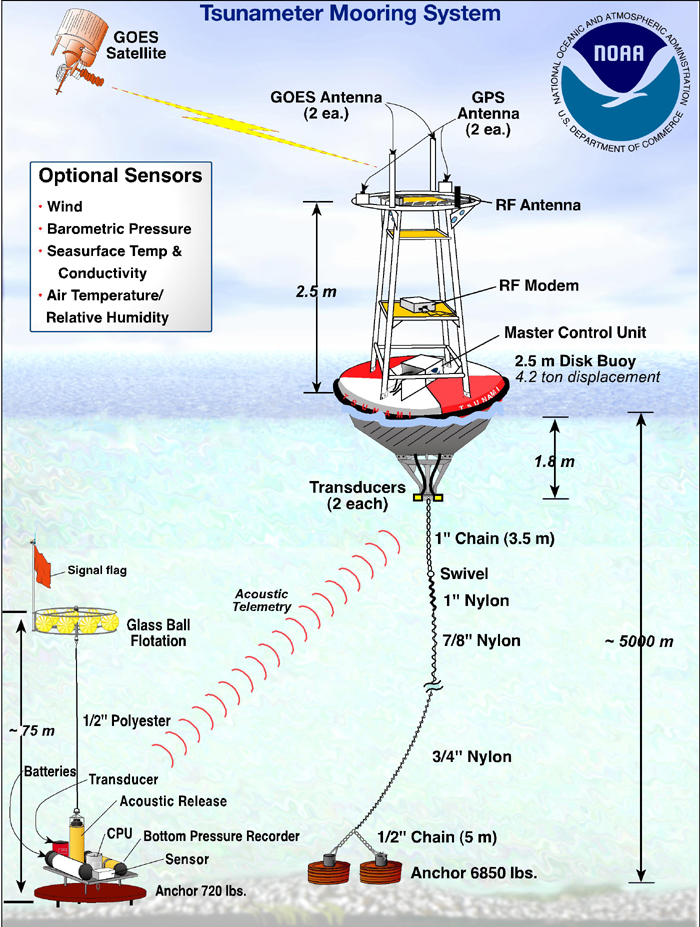
Tsunameter e boe utilizzati dal sistema DART

Il Pacific Tsunami Warning Center (PTWC), gestito dalla National Oceanic and Atmospheric Administration, con sede a Ewa Beach, nelle Hawaii, è uno dei due centri d'allerta tsunami degli Stati Uniti d'America. Fa parte di un sistema internazionale di allerta tsunami con competenza per l'area del Pacifico.
L'altro centro di allerta tsunami americano è il West Coast/Alaska Tsunami Warning Center (WC/ATWC), che ha sede a Palmer, in Alaska, che serve l'area costiera occidentale del Canada e degli Stati Uniti, escluso lo stato delle Hawaii.
Il Pacific Tsunami Warning Center è nato nel 1949, progettato dopo il terremoto che sconvolse l'area del Pacifico nel 1946 causando 165 morti nella Hawaii e in Alaska. Dopo il Maremoto dell'Oceano Indiano del 2004, ha esteso la sua competenza anche all'Oceano Indiano e aree adiacenti.
Il Centro utilizza i dati sismici come punto di partenza, prendendo poi in considerazione i dati oceanografici, per determinare le possibili minacce. Eventuali maree nella zona colpita del terremoto sono monitorate per stabilire se l'onda dello tsunami si è generata.
A seconda dei dati raccolti, il PTWC emette i seguenti tipi di bollettini:
- Tsunami Information Bulletin: In questo momento, anche se esiste una minaccia, non vi è alcuna prova che uno tsunami si sia generato.
- Tsunami Watch: Vi è un'alta probabilità che il terremoto abbia provocato uno tsunami. Il Centro attende le rilevazioni oceanografiche per la conferma e la verifica dell'entità del fenomeno.
- Tsunami Warning: L'esistenza di uno tsunami in grado di provacare danni è stata accertata. Viene emessa anche la previsione di arrivo nelle località interessate dalla minaccia.

## Il sistema DART
Nel 1995, la NOAA ha iniziato a sviluppare il sistema Deep-ocean Assessment and Reporting of Tsunamis (DART). Nel 2001, una serie di sei stazioni erano state dispiegate nel Pacifico.
A partire dal 2005, dopo il maremoto del 2004 nell'Oceano Indiano, è stato annunciato che entro il 2007 altre 32 stazioni saranno dispiegate.
Queste stazioni forniscono informazioni dettagliate sugli tsunami quando sono ancora lontani dalla costa. Ogni stazione è costituita da un rilevatore situato ad una profondità di circa 6000 m, che rileva il passaggio di uno tsunami e trasmette i dati a una boa di superficie via modem acustico. La boa di superficie poi invia i dati al PTWC attraverso il sistema via satellite GOES. Il rilevatore situato nel fondale viene sostituito ogni 2 anni, mentre la boa di trasmissione è cambiata ogni anno. Tale sistema ha notevolmente migliorato la previsione di tsunami nell'Oceano Pacifico.